# Rocher de Lorzier
Le rocher de Lorzier est un sommet du département français de l'Isère s'élevant à 1 838 mètres d'altitude dans le massif de la Chartreuse, dans les Alpes. Situé en bordure occidentale du massif, il est constitué de calcaires. Il peut être gravi depuis la commune de Pommiers-la-Placette. La montagne fait partie du parc naturel régional de Chartreuse et se situe dans la Chartreuse occidentale.

## Géographie

### Situation
Le rocher de Lorzier est situé dans le Sud-Est de la France, dans la région Auvergne-Rhône-Alpes et le département de l'Isère, sur le territoire de la commune de Pommiers-la-Placette. Il se trouve à une dizaine de kilomètres au sud-est de Voiron, une quinzaine au nord de Grenoble et plus de 80 kilomètres au sud-est de Lyon. Elle fait partie du massif préalpin de la Chartreuse.